# فيليبي أرانتيس
فيليبي أرانتيس (بالبرتغالية: Felipe Arantes؛ مواليد 9 فبراير 1988) هو مُقاتل فنون قتالية مختلطة برازيلي مُعتزل.

## وصلات خارجية
- فيليبي أرانتيس على موقع يو إف سي (الإنجليزية)
- فيليبي أرانتيس على موقع شيردوغ (الإنجليزية)
- فيليبي أرانتيس على موقع IMDb (الإنجليزية)